# Partia dla Demokracji
Partia dla Demokracji (hiszp. Partido por la Democracia, PPD) – chilijska lewicowo-liberalna partia polityczna. Partia została założona w roku 1987 przez przyszłego prezydenta kraju Ricardo Lagosa jako legalna partia socjaldemokratyczna (Partia Socjalistyczna była nielegalna).
Partia jest członkiem Koalicji Partii na rzecz Demokracji, obecnie ma 18 mandatów poselskich i 4 senatorów. Posiada także 35-osobowe przedstawicielstwo w samorządach.